# Josep Garganté i Closa
Josep Garganté i Closa és un conductor d'autobusos, sindicalista i activista social català, afiliat a la Coordinadora Obrera Sindical (COS) i militant de la Candidatura d'Unitat Popular (CUP).

## Activitat sindical
Com a sindicalista tingué un paper rellevant com a afiliat a la Confederació General del Treball (CGT) en el comitè de vaga de TMB de 2007-2008, reivindicant l'aplicació del conveni col·lectiu que garantia dos dies de descans setmanal. En reconeixement d'aquella campanya, el grup de hip-hop en català At Versaris va compondre la cançó «La vida són dos dies». Quinze dies després de la vaga general del 29 de setembre de 2010 fou detingut acusat dels delictes de danys i desordres públics durant la jornada de mobilitzacions. En el judici, on se l'imputava haver deixat inutilitzable una càmera de TV3 que enregistrava els piquets, fou condemnat a pagar quasi 5.000 euros d'indemnització. Pocs dies després, la secció sindical d'autobusos de TMB, de la que formava part, va organitzar una vaga sectorial pel 7 de novembre d'aquell mateix any en protesta per l'elevat cost econòmic que suposava la visita del papa Benet XVI per a l'erari públic i per demostrar que les vagues polítiques són il·legals en la legislació laboral actual. Després que l'empresa sol·licités la il·legalització de la vaga, la mobilització fou desconvocada per no haver d'assumir els costos econòmics. Dos anys després, l'Assemblea General de treballadors d'autobusos de TMB va decidir no secundar la vaga general del 29 de març de 2012, donat que CCOO i UGT havien signat les retallades a l'empresa.
El 15 de juliol de 2012 passà a afiliar-se a la secció sindical d'autobusos de TMB de la Coordinadora Obrera Sindical (COS), creada aquella mateixa data. El 19 de desembre de 2012 fou jutjat, juntament amb Saturnino Mercader (CGT), acusat d'haver atacat la intimitat i l'honor d'un alt càrrec de TMB, així com d'un delicte de revelació de secrets, per difondre la conversa que tingué el directiu de l'empresa amb Manuel Casado, un conductor d'autobusos sancionat quasi quinze dies de feina i sou. Segons els denunciats, la prova registral demostrava un cas d'abús d'autoritat per forçar la comissió d'una falta sancionable. El 15 de gener de 2013 el magistrat del jutjat penal núm. 3 de Barcelona els va absoldre en considerar que les gravacions «no semblaven afectar l'àmbit d'aquesta intimitat personal».

## Activitat política
En l'àmbit polític, milita a la Candidatura d'Unitat Popular, secretariat del qual forma part des del març de 2013 (Assemblea Nacional d'Olot), juntament amb dotze persones més. Amb anterioritat, i en ocasió de les eleccions al Parlament Europeu de 2009 formà part, en tercer lloc i com a primer català, de la candidatura Iniciativa Internacionalista - La Solidaritat entre els Pobles.
El 13 d'octubre de 2012 fou escollit en 15è lloc a la llista de la CUP-Alternativa d'Esquerres per Barcelona a les eleccions al Parlament de Catalunya de 2012. L'any 2012 redactà l'epíleg del llibre Escola d'assassins, de Joan Francesc Lino, titulat «Al bell mig de la boira». L'any 2013 redactà, amb el sindicalista Jordi Martí, el capítol «El fotut pa nostre de cada dia» pel recull de lluites socials Perspectives. L'any 2014 redactà, en castellà, «Connolly y las casualidades Arxivat 2014-06-06 a Wayback Machine.», un dels quatre pròlegs de La causa obrera es la causa de Irlanda. La causa de Irlanda es la causa obrera, llibre recopilatori de textos de James Connolly sobre socialisme i alliberament nacional. El 28 de febrer de 2015 fou escollit en 3r lloc a la llista de la CUP-Capgirem Barcelona per a les eleccions municipals de 2015 a la ciutat. En abril de 2016 fou gravat dient a un metge què havia de posar en un informe pel motiu de que la Guàrdia Urbana, estava present en el moment de l'interrogatori al manter i, per tant, reivindicava que l'interrogatori no havia estat imparcial amb aquestos presents. La investigació s'anomena cas Garganté.